# 它日错
它日错（藏語：དར་མཚོ，威利转写：dar mtsho，THL：Dar Tso）位于中国西藏自治区那曲市尼玛县境内，地处尼玛县西南部，巴林岗日山东部。湖面海拔4966米，面积40.7平方公里。它日错属于达则错流域，波仓臧布主源天弥臧布的源头。湖泊三面环山，仅东部较开阔。湖泊形状狭长。无地表径流流入，湖水主要依靠地下水补给。集水区面积310平方公里，补给系数6.62。